# Ubuntu Edge
Ubuntu Edge är en föreslagen koncept-smartphone och tillkännagjordes av Canonical Ltd. den 22 juli 2013. Canonical försöker gräsrotsfinansiera en första produktionsetapp på omkring 40 000 enheter genom företaget Indiegogo. Kampanjen har det hittills högst satta målet för något gräsrotsfinansierat projekt genom tiderna, 32 miljoner dollar att samla in under en månad lång kampanj. Målet med Ubuntu Edge är inte att gå i massproduktion efter den initiala produktionsetappen, utan snarare att utgöra ett exempel och demonstrera ny teknologi för mobiltelefonindustrin.
Ubuntu Edge är designad som en hybridenhet om kan fungera både som en exklusiv telefon (som kan köra både Ubuntu Touch och Android) eller, om den används tillsammans med monitor, mus och tangentbord, användas som en konventionell PC körandes Ubuntu  Ubuntu Edge kommer att ha stöd för dual boot och kommer att kunna köras tillsammans med Android.

## Gräsrotsfinansieringskampanjen
Canonicals tillkännagivande av telefonen mottogs med blandad kritik. Emedan över en miljon dollar i finansiering samlades ihop under de första 5 timmarna,  noterades det att marknaden för telefonen är oklar då en stor mängd operativsystem för smartphone-marknaden redan finns tillgängliga och ingen tidigare telefon som visat på ett behov av en enhet som kombinerar telefon med användarens primära dator.  De första enheterna erbjöds för 600 dollar, jämfört med huvudkostnaden på 825 dollar. Efter lanseringen växte priset på erbjudandet i etapper till 625, 675 och 725 dollar när respektive kvot fylldes. Ytterligare revideringar på priset gjordes den 8 augusti och enhetpriset sattes 695 dollar oberoende av försäljningsvolymen. 
Den 14 augusti, med 7 dagar kvar av kampanjen, passerades milstolpen 10 miljoner dollar. 

## Teknisk specifikation
Ubuntu Edge är en föreslagen high-end-smartphone med, ofta refererad till som en "superphone"  Edge will be powered by a multi-core processor and at least 4GB of RAM. Det interna lagringsutrymmet kommer att vara 128 GB stort. En micro-SIM-kortplats kommer att finnas tillgänglig. En 8 migapixel bakre kamera och en 2 megapixel främre kamera kommer också att finnas på enheten. Skärmen kommer att vara en 4,5 tums safirkristalldisplay (som hävdas endast kunna repas av diamant) med en upplösning av 1280 x 720 pixlar. Tillgängliga anslutningar på telefonen kommer att vara Dual-LTE, dual-band 802.11n Wi-Fi, Bluetooth 4 och  NFC. GPS, accelerometer, gyroskop, proximity sensor, kompass, barometer etc. kommer också att finnas för inmatning av data. Det kommer även att finnas stereohögtalare och dubbla mikrofoner för att utnyttja ABVR. Ubuntu Edge kommer att ha ett 11-stiftskontaktdon som tillåter samtida användning av MHL och USB OTG. En 3,5 mm telejack kommer att finnas inkluderad och ett Li-ion-batteri med kiselanod kommer att förse enheten med ström.
På mjukvarusidan kommer den att boota Ubuntu Touch tillsammans med Android. Androiddelen kommer också att innehålla Ubuntu for Android-teknologi och enligt kampanjen kommer Ubuntu Edge vara den första telefon som har stöd för dual-boot av två olika operativsystem. Telefonen kommer också att fungera som en fullskalig PC körandes Ubuntu desktop när den är dockad tillsammans med en monitor. Enheten kommer att mäta 64 x 9 x 124 mm.